# Урочище «Острожчин»
Урочище «Остро́жчин» — ботанічна пам'ятка природи загальнодержавного значення. Розташована в межах Острозького району Рівненської області, неподалік від села Хорів.
Площа 54 га. Створена 1975 року. Перебуває у віданні ДП «Острозький лісгосп» (Хорівське л-во, кв. 26, вид. 1-4). 
Статус надано для збереження ділянки дубового лісу з деревами віком понад 250 років. Підлісок утворюють ліщина, бруслина європейська, бруслина бородавчаста, крушина ламка. Є лісонасіннєва ділянка. 
Серед трав'яного покриву трапляються рідкісні для регіону види: вовче лико, плюш, кадило мелісоподібне, а також лілія лісова, занесена до Червоної книги України.